# Alicia Silverstone
Alicia Silverstone, född 4 oktober 1976 i San Francisco i Kalifornien, är en amerikansk skådespelare. Silverstone började arbeta tidigt som skådespelare och slog igenom i filmen Clueless från 1995. Hon är vegan och engagerad i djurrättsfrågor via organisationen People for the Ethical Treatment of Animals.
Hon var med i Aerosmiths musikvideo från skivan Get a Grip från 1993 som innehöll hitballaderna "Amazing", "Cryin'", "Crazy" och "Livin' on the Edge".

## Filmografi i urval
- 1993 – Svart oskuld
- 1993 – Torch Song
- 1993 – Scattered Dreams
- 1994 – Cool and the Crazy
- 1995 – Gömstället
- 1995 – Clueless
- 1995 – The Babysitter
- 1996 – True Crime
- 1997 – X-tra bagage
- 1997 – Batman & Robin
- 1999 – Rätt upp i 90-talet!
- 2000 – Kärt besvär förgäves
- 2002 – Robbery
- 2002 – Rock My World
- 2004 – Scooby Doo 2 – Monstren är lösa
- 2005 – Beauty Shop
- 2006 – Stormbreaker
- 2011 – The Art of Getting By
- 2011 – Butter
- 2012 – Vamps
- 2012 – Suburgatory (TV-serie)
- 2013 – Ass Backwards
- 2013 – Gods Behaving Badly
- 2014 – Angels in Stardust
- 2017 – The killing of a sacred deer
- 2017 – Dagbok för alla mina fans - Det långa loppet
- 2019 – The Lodge
- 2020 – Valley Girl
- 2022 – Senior Year
- 2023 – Reptile
- 2024 – Krazy House
- 2024 – Gracie and Pedro: Pets to the Rescue
- 2024 – Y2K
- 2025 – Bugonia
- 2025 – A Merry Little Ex-Mas